# Морцинец, Эльжбета
Эльжбета Морцинец (пол. Elżbieta Morciniec), урождённая Эльке-Карин Лёйшнер (нем. Elke Karin Leuschner, родилась 21 октября 1943 года в Бреслау) — польский конник и тренер.

## Биография
Окончила Познанский университет, факультет германской филологии (1968). Занималась конным спортом под руководством Вольфганга Мюллера и Хуберта Айхингера. Представляла с 1974 по 1988 годы клуб верховой езды Вроцлава, специализировалась на выездке. Неоднократный призёр чемпионатов Польши по выездке:
- Чемпионка Польши: 1979, 1982, 1984 (Фрез), 1989 (Хаймон)[2]
- Серебряный призёр чемпионата Польши: 1981, 1983, 1985 (Фрез), 1988 (Хаймон)
- Бронзовый призёр чемпионата Польши: 1987 (Хаймон).

Участница летних Олимпийских игр 1980 года в Москве: выступала на скакуне по кличке Сум. Заняла в личной выездке 13-е место, в командной выездке заняла 4-е место среди 4 команд (её партнёрами были Юзеф Загор и Ванда Вонсовская). По окончании карьеры стала тренером.